# Варс, Лайла Сусанна
Лайла Сусанна Варс (саам. Láilá Susanne Vars, род. 19 августа 1976 года) — норвежско-саамская юрист и политик. Избранный ректор Саамского университета прикладных наук 2019—2023.

## Биография
Лайла Сусанна Варс родилась 19 августа 1976 года. Варс изучала право в Университете Тромсё, получила кандидатскую степень по праву в 2001 году и докторскую по международному праву в 2010 году, защитив диссертацию под названием «Право народа Саами на самоопределение». Она работала в качестве юридического советника в парламенте Саами с 2001 по 2004 год, и сыграла центральную роль в принятии Закона о Финнмарке, вследствие чего около 95 % земли округа были переданы его жителям. Она также участвовала в переговорах о Декларации о правах коренных народов Организации Объединённых Наций от имени Саамского парламента. Она возглавляла Ассоциацию саамских юристов и заседала в нескольких комитетах Университета Тромсё. Она также опубликовала несколько статей о саами и коренных народах.
Во время саамских парламентских выборов в 2009 году она была первой кандидаткой в списке партии «Арья» во втором (Ávjovárri) избирательном округе. Она была избрана в Саамский парламент, победив двух бывших президентов саамского парламента в её округе и работала в качестве вице-президента с 2009 по 2013 годы.
Варс была переизбрана на срок с 2013 по 2017 года в Саамский парламент. Она работала в Комитете по планированию и финансам, а также в Исполнительном совете с 2013 по 2017 год. Варс попросила быть освобожденной от своих обязанностей в качестве члена парламента по состоянию на 1 января 2017 года, когда она заняла её позицию в Норвежском Национальном Правозащитном Институте (NHRI).
С 2013 по 2015 год Варс была членом комитета норвежского правительства, который сосредоточился на отношениях между правительством и норвежскими ромами. С 2013 по 2016 год она была членом Норвежской Национальной комиссии в ЮНЕСКО.
Варс является вице-президентом департамента факультета в Университете Тромсё, и была выбрана в качестве институционального члена Международной рабочей группы по делам коренных народов, базирующейся в Копенгагене, Дания.
24 марта 2017 года она была выбрана, чтобы работать с 2017 года по 2020 годы в качестве экспертного члена из Арктики в Экспертном механизме о правах коренных народов, консультативного совета Управление Верховного комиссара ООН по правам человека.